# Right Here Waiting
Right Here Waiting är en balladlåt, skriven av Richard Marx som i sin tur även framförde den. Den släpptes på singel 1989 och förekommer även på albumet Repeat Offender som släpptes samma år. Den hamnade 1:a på den amerikanska Billboardlistan, och blev en av Richard Marx största hitlåtar.
Många artister och grupper har efteråt gjort covers på låten, bland annat Idol-stjärnor som Clay Aiken och svenska Erik Segerstedt (som framförde låten i en veckofinal av Idol 2006).

## Coverversioner

### Monicas version
En ny version av "Right Here Waiting" spelades in med den amerikanska R&B-sångerskan Monica för hennes 2:a studioalbum The Boy Is Mine (1998). Sången släpptes som skivans sjunde och sista singel i USA 1999 men med en begränsad release som endast en promosingel. Ingen musikvideo-inspelning ägde därför rum för låten som aldrig heller tog sig in på någon vital musiklista.

### Övriga versioner
Leif Bloms spelade in låten på albumet Årets skiftningar 1990. I Dansbandskampen 2008 framfördes låten av Scotts (med text på engelska). Den togs även med på Scotts album På vårt sätt 2008.

## Listplaceringar

### Richard Marxs version
| Lista (1989-1990) | Topplacering |
| ----------------- | ------------ |
| Australien        | 1            |
| Frankrike         | 19           |
| Nederländerna     | 4            |
| Norge             | 4            |
| Nya Zeeland       | 1            |
| Schweiz           | 6            |
| Sverige           | 7            |
| Österrike         | 19           |

### Monica Arnolds version
| Lista (1999)                                           | Topp-position |
| ------------------------------------------------------ | ------------- |
| Amerikanska Billboard Hot R&B/Hip-Hop Singles & Tracks | 101           |